# 長野神社 (河内長野市)
長野神社（ながのじんじゃ）は、大阪府河内長野市長野町にある神社。旧社格は村社。「長野戎」として知られる。

## 祭神
- 素盞嗚命（本社・牛頭天王）
- 事代主命（恵比須社）
- 菅原道真（天神社）

さらに境内末社の一宮にて熊野宮・多賀宮・八幡宮・春日宮・高良宮の五社を合わせ祀る。

## 歴史
創建年代は不詳。本殿は1543年（天文12年）頃に建てられたと考えられている。かつては木屋堂の宮（こやどうのみや）、牛頭天王宮（ごずてんのうのみや）と呼ばれていたが、1868年（慶応4年）から長野神社と呼ばれるようになった。

## 文化財
- 境内のカヤの古木は大阪府下最大で府の天然記念物

### 重要文化財（国指定）
- 本殿（附 棟札3枚）（建造物） - 昭和16年（1940年）7月3日指定[2]。

## 現地情報
所在地
- 大阪府河内長野市長野町8-19

交通アクセス
- 最寄駅：南海高野線および近鉄長野線 河内長野駅下車後、徒歩約5分（西へ約270m）